# تیلیوالین
تیلیوالین (انگلیسی: Tilivalline) یک انتروتوکسین غیر ریبوزومی است و اولین پیرولوبنزودیازپین (PBD) طبیعی است که با بیماری در روده انسان مرتبط است. تیلیوالین تولید شده توسط Klebsiella oxytoca با پاتوژنز کولیت در مدل حیوانی کولیت هموراژیک مرتبط با آنتی بیوتیک (AAHC) مرتبط است. از آنجایی که باکتری روده ای K. oxytoca بخشی از میکروبیوتای روده است و تیلیوالین باعث پاتوژنز کولیت می شود، درک بیوسنتز و تنظیم فعالیت تیلیوالین مهم است.